# Elaphria optata
Elaphria optata là một loài bướm đêm trong họ Noctuidae.